# Cantonul Coussey
Cantonul Coussey este un canton din arondismentul Neufchâteau, departamentul Vosges, regiunea Lorena, Franța.

## Comune
- Autigny-la-Tour
- Autreville
- Avranville
- Chermisey
- Clérey-la-Côte
- Coussey (reședință)
- Domrémy-la-Pucelle
- Frebécourt
- Greux
- Harmonville
- Jubainville
- Martigny-les-Gerbonvaux
- Maxey-sur-Meuse
- Midrevaux
- Moncel-sur-Vair
- Punerot
- Ruppes
- Seraumont
- Sionne
- Soulosse-sous-Saint-Élophe
- Tranqueville-Graux